# I miss you (smileの曲)
「I miss you」（アイ・ミス・ユー）は、日本のアコースティックデュオ、smileの1枚目のシングル及び楽曲。

## 解説
2008年7月21日の海の日に合わせて発売。発売元は中之島レコーズ。規格品番はNRAI-3001。朝日放送『ビーバップ!ハイヒール』2008年7月度エンディングテーマ。
ボーカルの池口郁哉が海で大切な人を亡くした時の実体験を元に作った楽曲。また、この曲は韓国の俳優キム・ジェウォンに楽曲提供されている。

## 収録曲
1. I miss you
2. タンポポ
3. C'mon!!